# Crkva sv. Mihovila u Varešu
Katolička župna crkva sv. Mihovila pripada među najvažnije zgrade u Varešu. Ta zgrada ima za sobom dug i zanimljiv razvoj. U njemu razlikujemo staru crkvu uz rječicu Stavnju, srednju crkvu, koja je ugrađena uz postojeću i napokon, novu crkvu. I ova, posljednja crkva doživjela je prije dvadesetak godina (od 1977. do 1981.) znatan preobražaj. 

## Povijest vareške katoličke župe
U godinama bosanske samostalnosti vjernike ovog kraja posluživali su franjevci sutješkog samostana. Postupalo se tada, kao i često kasnije, po sustavu tzv. kapelanija: iz svoga sjedišta u samostanu dolazio bi za to zaduženi svećenik na neko vrijeme da održi službu Božju i zadovolji druge vjerske potrebe, da bi se onda opet vraćao u samostan. Mjesta kamo je on najprije dolazio bila su, kako se čini, najprije Duboštica, a kasnije zaravanak iznad samog Vareša zvani Oglavić i drugo mjesto, na suprotnoj strani, u selu Diknićima. Na Oglaviću je bila crkva sv. Ilije; još u vrijeme između dvaju svjetskih ratova održavala se tamo na blagdan sv. Ilije sv. Misa na tada još zamjetljivim ruševinama crkve. Na Diknićima je postojala crkva sv. Ane.
S vremenom su uza Stavnju izgradili brojne rudnike, pa onda i radničke kuće, da se oni, nakon mučnog rada, ne moraju penjati na brdo. Tako je onda bilo prikladno da se i svećenikovo sjedište i crkva smjesti u kotlini i da postane župom. Iako ne znamo kada se to točno dogodilo, vrlo je vjerojatno da je to bilo početkom 16. stoljeća. 
Turske vlasti izlazile su rudarima i kovačima više u susret nego li ostaloj raji, jer im je njihova djelatnost bila potrebna i unosna.
Tijekom vremena župa je naizmjenično rasla i smanjivala se. Nekoć su predjeli oko Jelašaka i Vijake bili samostalne župe, ali su, nakon napuštanja olovskog samostana (g. 1687.) bili uključeni u varešku župu. Kasnije je Vijaka (g. 1833.) postala samostalnom župom, a tako i Jelaške (g. 1924.). Napokon, g. 1935., odijelila se od vareške župe i Breza.
Broj vjernika ove župe u prošlim vremenima rastao je polagano, a tek se kraljem 20. stoljeća bilježi nagli porast, kako se može vidjeti iz sljedećeg pregleda:
| Godina | Broj vjernika |
| --- | ------------- |
| 1516. | 887           |
| 1673. | 954           |
| 1777. | 2225          |
| 1813. | 2531          |
| 1877. | 2037          |
| 1906. | 2103          |
| 1935. | 4925          |
| 1990. | 5897          |
| Napomena: Smanjenje broja g. 1877. i 1906. treba pripisati odjeljivanju Vijake od vareške župe. Nekad dolazi do upadnog smanjivanja broja vjernika i zbog kuge (npr. g. 1815. – 1818.) i raznih drugih nevolja. |               |

Djelovanje župnika u Varešu, kao i po ostaloj Bosni i Hercegovini, sastojalo se prvenstveno u skrbi za duhovno dobro vjernika. No, oni su kroz dugi period bili jedini školovani ljudi, pa su tako morali biti i narodni predvoditelji i savjetnici. Čitav niz značajnih ljudi potekao je upravo iz redova franjevaca ovoga kraja, koji su važni ne samo za ovaj period nego i za širu narodnu zajednicu. Od kulturnih djelatnika posebno su se istaknuli fra Matija Divković iz Jelašaka, nazvan «ocem bosanske književnosti» i fra Filip Lastrić, prvi povjesničar Bosne. Ovaj je kraj dao i nekoliko biskupa: fra Jeronima Lučića iz Brgula (+1643.), fra Grgu Ilića iz Vareša (+1813.), fra Gabrijela Barišića (+1841.), fra Rafu Barišića (+1863.), obojica iz Oćevije.
Kroz zadnjih stotinjak godina moguće je i u nekim pojedinostima pratiti njihovu djelatnost i osim one isključivo vjerske. Od 1836. pa do 1886. oni, s malim prekidom, vode i poučavaju ljude i djecu u osnovnoj školi, koju su oni osnovali i u kojoj su poučavali, te za koju su, uz pomoć župljana, podigli i zgradu. Začetnici su hrvatskog kulturnog društva «Zvijezda»; fra Mijo Franjković pokrenuo je nastojanje da se ono osnuje (unatoč protivljenju tadašnje Vlade), a njegov brat, također župnik nakon njega, bio je prvi njegov predsjednik. Kasnije, g. 1935., upravo je župnik fra Anđeo Anđelović spasio to društvo da ne propadne isplativši za njega golem dug. 
1924., kada je «Hrvatski sokol» zaplovio protuvjerskim vodama, svećenici su osnovali odgojno, vjersko i ujedno sportsko društvo «Hrvatski katolički orao», koji je kasnije (g. 1929.) pod drugim imenom nastavio svoju odgojnu i vjersku djelatnost. Vareški svećenici bili su aktivni i pri osnivanju mjesne štedionice («Kasa društvena») i, kasnije, pri ustanovljenju nabavljačko-potrošačke zadruge (fra Peregrin Brković). Imali su i istaknutu ulogu u zaštićivanju radnika (osobito fra Stjepan Ikić) prilikom štrajka g. 1906. i 1912. Župnici su ustanovili katoličku limenu glazbu i sagradili «Katolički dom». Doveli su u Vareš katoličke redovnice, najprije «Kćeri Božje ljubavi», a zatim Školske sestre sv. Franje, koje su odgojno i obrazovno djelovale sve do komunizma. Zadnjih ratnih godina vodstvo župe istaklo se zauzetim karitativnim radom.
Nakon prvog svjetskog rata župa je brojem znatno porasla na blizu 5.000 vjernika. Trebalo se stoga pobrinuti kako da ih svećenici prikladnije poslužuju. Stoga je prije drugog svjetskog rata osnovana podružna (filijalna) crkva u Vareš-Majdanu, a nakon rata na Pogari, Pržićima i Duboštici. U drugim selima postoje u grobljima kapelice.

## Stara crkva
Stara vareška crkva danas je u Bosni jedina očuvana katolička crkva iz vremena prije Omer-paše, tj. prije 1850., dakle iz onog razdoblja kad katolicima nije bilo dopušteno podizati svoje bogomolje. 

### Povijest
Nije posve jasno kada je izgrađena stara crkva. Iako neki stavljaju vrijeme njezina nastanka u doba bosanske samostalnosti, za to ne donose nikakvih, a pogotovo ne čvrstih dokaza. Vjerojatnije je da njezina prva gradnja pada – kako tvrdi Hamdija Kreševljaković – u prva desetljeća 16. stoljeća, svakako prije 1516.
Tijekom vremena ona je bila žrtvom požara, osobito u dva navrata: pri kraju Bečkog rata (oko 1697.) i početkom 19. stoljeća, najkasnije 1819. Nju je prilikom svog posjeta g. 1640. vidio fra Pavao iz Rovinja ali je nije opisao. O njoj govori biskup fra Nikola Ogramić (Olovčić) g. 1673. i tom prilikom za vareške katolike kaže da su vrlo dobri (optimi). Pohoditelj Provincije I. K. De Vietri g. 1708. nije u Varešu zatekao crkvu, no ona je bila ponovno sagrađena prije 1716. Nakon požara početkom 19. stoljeća ona je bila ponovno sagrađena u istom obliku i u jednakim mjerama kakva je i ranije bila i otada se održala sve do danas.
God. 1990. – 1991. ova je crkva bila temeljito restaurirana i dobila je ispred sebe, prema zapadu, drveni zvonik, kojega u 18. stoljeću nije bilo. Velika nevolja vezana za ovu zgradu bila je u tome što je ona bila pokrivena borovim daščicama. To je prisiljavalo ljude da svakih 20-30 godina moraju mijenjati krov uz goleme izdatke. Tako je, npr. g. 1747., ona bila ponovno pokrivena s Ali-pašinom dozvolom (bujruntijom), ali je za tu dozvolu, radnike, hranu i preglede, valjalo izdati 1.700 groša (425 dukata). U drugu ruku, kad bi u gradu izbio požar, a da pri tome puše jak vjetar, bilo bi gotovo nemoguće spasiti zgradu pokrivenu borovom građom.

### Izgled crkve
Crkva danas ima oblik pravokutnika (14,34 x 8,96 m) a takva je bila i prethodna iz 18. stoljeća. Građena je od pravilno tesanog tamnosivog kamena. Niska je - njezin zid samo je malo viši od dobro razvijenog čovjeka (oko 2,4 m). Pokrivena je krovom od cijepanih i pritesanih borovih daščica (šindre), na sljeme, na četiri vode. Na zidu ove zgrade postoje samo dva otvora i to su njezina dvoja vrata, južna i zapadna: ona su vrlo niska (1,62 m) i okovana željeznim pločama, koje su nagusto prikovane za drvo krupnim čavlima zaobljene glave, uz poneki skromni željezni ukras. Sve je to rad domaćih kovača.
Izvana crkva izgleda veoma skromno, dok je iznutra veoma prostrana i to zato što se prostorija širi prema gore; umjesto očekivanog ravnog stropa u visini zidova, napravljen je zaobljeni (bačvasti) svod od drveta. Prozori su napravljeni u obliku «badža», po dva s južne i sa sjeverne strane i jedan na zapadnoj. Oni probijaju najprije strop pa onda krov i dovode umjereno, utišano, osvjetljenje. Ponutrica je, dakle, ovdje posve suprotna vanjštini: od pritisnuta niska oblika neočekivano se nađemo u prostoru gdje se osjećamo nesputani, u ugodnoj, blago obasjanoj, atmosferi. Da bi crkva primila što veći broj vjernika, u crkvi je napravljen i prostran kor, koji seže do sredine crkve. Podržava ga samo jedan drveni nosač.
U crkvi su, nakon završetka radova, postavili i klupe, što je izazvalo buru negodovanja. One su smanjile prijeko potrebni prostor, a neki ljudi, ugledniji i bogatiji, bili su tim povlašteni. Uzbuna se završila tako da su klupe bile uklonjene. 
Crkva nije imala sakristije, pa su se svećenici služili udubinama u zidu da u njih smjeste potrebne obredne stvari.
Crkva je bila propisno okrenuta od zapada prema istoku; livada, zvana «Obor», koja je ujedno služila i za groblje, to je dopuštala. Prije 1850. godine crkva nije imala zvonika iako je imala omanje zvono, kojim se svakodnevno zvonilo, a bilo je smješteno u samoj crkvi. To je bio izniman ustupak turskih vlasti ovom rudarskom mjestu.

### Oprema crkve
Crkva ima dva prava oltara sa zidnim menzama: glavni je oltar sv. Mihovila, a pobočni, s lijeve strane, je Gospin oltar. Naknadno je, g. 1830., dodan i treći, vrlo maleni oltar.
Glavni oltar je podignut za dvije stepenice od poda. On ima retablu izdijeljenu u pet odjeljaka. U srednjemu stoji drveni višebojni kip sv. Mihovila, s plamenim mačem i vagom, prikazan kako ubija zmaja (đavla). To je dobar kasnobarokni rad iz 18. stoljeća (oko 1730.), nabavljen u Veneciji. Njemu s lijeve i desne strane stoje po dvije uljane slike na platnu kao dijelovi poliptiha: sv. Grgur Vel. i sv. Petar, te sv. Franjo i sv. Nikola. Lica su na ovim slikama dobro obrađena, ali je odjeća prikazana površno. Te slike su vjerojatno nabavljene u Dubrovniku i potječu možda iz 17. stoljeća. Oltar je imao i neobičan predoltarnik (antependij) od kože, koji se danas čuva u Kraljevoj Sutjesci.
Gospin oltar, odignut za jednu stepenicu od tla, ima u sredini Gospin kip. To je doličan barokni rad, slobodnih pokreta i prirodnog pada odjeće, jedino je lice nekako ravnodušno i pomalo grubo. Uz taj kip stoje sa strane dva barokna anđelića, kao nosači svijećnjaka; sve ove figure nabavljene su u 18. stoljeću u Veneciji.
Treći oltarić malih dimenzija vrlo je skroman domaći rad.
Crkva je na svodu bila skromno ukrašena šarolikim cvijećem i girlandama od zelenog lišća, koje se redaju vodoravno već kako teku daščice svoda. Ta dekoracija, pored bijelog zida i drvenih dijelova, davala je prostoriji veseliji izgled. Sa svoda su visjela metalna kandila domaće izrade obrađena iskucavanjem.

### Graditelji
Zidove su radili majstori iz Mostara, a svod vjerojatno domaći ljudi, koji su bili vješti obrađivanju drveta. Cvjetnu dekoraciju svoda izveo je u ožujku 1822. neki Stjepan, pravoslavac iz Srijema, kojega je unajmio fra Ivan Kljajić.
Nadzor nad radovima u crkvi vodio je fra Augustin Pejčinović, rodom iz Vareša, koji je ranije bio bosanski provincijal i u svoje vrijeme izmolio od cara Franje I. stipendiju za sedam bosanskih klerika. S velikom mukom i troškom dobio je dozvolu za gradnju crkve, pa ju je on i blagoslovio 26. rujna 1819., a dva dana zatim umro. Bio je sahranjen na sam Miholjdan u ovoj crkvi pred Gospinim oltarom, u grobnici koju je sam ranije dao izraditi.
Crkva je bila izgrađena dok je župnikom bio fra Pavao Kolanović, rodom iz Tuzle (selo Ljepunice, ž. Lipnica). Sve troškove gradnje, a u to spadaju i golemi izdatci za dozvolu – 5000 groša – i plaćanje za preglede prije i poslije gradnje, podmirili su župljani i uprava župe.

### Najnovija obnova
U crkvi se kroz 170 godina od njezine izgradnje nije ništa promijenilo. Česte su bile izmjene krova, jer je drvo na njemu nakon 20-30 godina redovno istrunulo. Vrijeme je djelovalo čak i na zidove: danas se opaža poveća pukotina na zidu desno od južnih vrata, koja zmijoliko ide od tla prema gore. Pogotovo su bili stradali pod i grede od poplava 1915. i 1942. Propadanje je vidljivo i na namještaju, i to zbog naslaga prašine i neumjesnih popravljanja tijekom vremena.
Tako se u poratno vrijeme, 1960-ih godina, osjetila ozbiljna potreba dobre zaštite i obnove. Radi nje se g. 1966. i 1967. obraćao župnik fra Krešo Aždajić Zavodu za zaštitu spomenika, jer je ova crkva bila zavedena u popis nepokretnih spomenika Bosne i Hercegovine. Župnik se obraćao jednako, ali sa slabim uspjehom, i vareškoj općini. Napokon je Zavod za zaštitu spomenika poduzeo ozbiljan zahvat zaštite i obnove g. 1990. i 1991. Obnova se odnosila na krov (grede i daščice), svod (na kojem su neke daščice već bile otpale), pod i druge drvene dijelove. Poduzeto je također čišćenje i obnova kipova i slika. Postavljen je i zvonik zapadno od crkve, prema nacrtu što ga je napravio inž. Hazim Handžić, koji se pri tome donekle ugledao na postojeće drvene zvonike po grobljima vareškoga kraja. Postavljena je i nova ograda oko crkvenog dvorišta od kamenih i drvenih dijelova i sproveden novi električni uređaj. Prije obnove ispitano je (od strane arheologa) ono što se nalazilo ispod poda crkve: 16 grobnica, od kojih je u nekima bilo pokopano i po više pokojnika. Iznova se pokušalo odrediti podrijetlo i starost pojedinih dijelova opreme.
Ovom je restauracijom ovaj dragocjeni ostatak prošlosti, koji je važan ne samo za Vareš nego i za cijelu Bosnu, vraćen u život. Uz Zavod za zaštitu spomenika, u ime kojega je radila gospođa Svjetlana Rakić, treba istaknuti i zauzimanje ondašnjih župnika fra Ruđera Radoša i fra Jure Miletića.

## Srednja ili Kljajićeva crkva
Stara je crkva i tada, početkom 19. stoljeća, bila premalena, naime 14,34 metra duga i 8,36 metara široka, a usto je bila i dosta niska. Stoga su, čim se pružila prva mogućnost, podigli novu crkvu.
Ta nova crkva, o kojoj će sad biti riječi, danas više ne postoji u ondašnjem obliku. Može se samo pretopstavljati kako je ona izgledala. Pored toga, u arhivu samostana u Kraljevoj Sutjesci, a isto tako ni u vareškom župnom arhivu, nije o njoj našta nađeno. Stoga se koriste dvije fotografije njezine vanjštine i jedna koja prikazuje dio njezine ponutrice. Osim toga, u sadašnjoj crkvi nad ulazom u kor stoji natpis na kamenoj ploči, koji također nešto kaže o zgradi koja je prethodila sadašnjem zdanju. Opis je zbog toga pretpostavljen, ali utemeljen na razlozima.
Sredinom 19. stoljeća, kad je g. 1848. na vlast stupio sultan Abdul-Medžid, situacija u turskojkoj carevini postaje povoljnija i za kršćane. Tada je po sultanovoj naredbi novi bosanski vezir Huršid-paša rekao franjevcima da mogu podizati nove crkve uz odobrenje državnih vlasti. Sa svoje strane, stariješinstvo Bosne Srebrene prihvatilo je tu pruženu mogućnost i zaključilo da se odmah započne s gradnjom desetaka crkava, samostanskih i župnih... Jedna od njih bila je i nova crkva u Varešu. Tako je onda vezirov izaslanik Ešref-efendija pregledao zemljište određeno za gradnju nove crkve i odobrilo njezine mjere: dužina 44 lakata, širina 24, a visina 16 lakata.
Odmah zatim, g. 1854., započeli su graditi novu varešku crkvu. Za nju je bilo odabrano izvanredno povoljno mjesto na maloj uzvišici na tzv. Crkvenoj (Parokovoj) luci, pa se crkva mogla vidjeti već iz daljine od jednog kilometra, bilo da se ide od sjevera, bilo do juga. Bila je i ostala izdvojena od drugih zgrada; blizu nje je bio samo župni dvor. Završena je bila već treće godine (1856.) za župnika fra Ivana Kljajića; u potpunosti je bila gotova tek 1869. nastojanjem fra Franje Komadanovića.
Ta crkva, kao takva, više ne postoji jer je dijelom bila ugrađena u kasnije zdanje.

### Oblik crkve
Redovno, kad se opisuje neku zgradu, polazi se od njezina tlocrta. Ovdje će se početi od onoga što je danas očitije i sigurnije, od njezine vanjštine.
Njezina vanjština govori da se radilo o zgradi pravokutnog tlocrta, kojoj su vanjske mjere bile: dužina 35 m, širina 18 m, visina do sljemena 19,5 m. Njezin zvonik, ugrađen u pročelje, bio je, približno, visok 27 m.  Gledano s juga, pročelje je imalo u prizemlju veći portal i to je bio glavni i (čini se) jedini ulaz u crkvu. Nad njim je bio velik, odozgor zaobljen, prozor a njemu sa strana druga dva, uža i nešto niža. Blizu svršetka zabata od njega se odvajao zvonik, koji je na sve četiri svoje strane imao po dva prozora, a na vrhu je bio krov u obliku četverostrane piramide. – Na strani suprotnoj od pročelja bila je dodata poligonalna (iznutra polukružna) apsida, promjera blizu 7,5 m. – Ornamentika je bila krajnje oskudna: tek dvije atule i skromni okviri oko prozora; ne zapažaju se čak ni slijepe arkadice ispod krovnog vijenca.
Crkva je bila pokrivena daskama (šindrom), a kroz nju su se na obje strane probijala po tri prozorčića u obliku «badža». Takav krov je i odgovarao oštroj klimi ovoga kraja.
S bočnih strana dizao se zid s dva reda po pet polukružno završenih prozora. Prema tome, promatrajući zgradu izvana, reklo bi se da se pred gledaocem nalazi prostrana jednobrodna crkva bez svoda.
No, ponutrica ove crkve sili na drugačiji sud, upravo da se ovdje ne radi o jednobrodnoj nego o trobrodnoj crkvi. Razmak između bočnih zidova bio je blizu 16 m (točno: 15,86 m). Za takvu širinu teško je zamisliti ravan strop koji bi ju mogao premostiti bez nekih potporanja. Kako da se nađu tako duge grede; a i kad bi se našle, zar se ne bi od svoje težine u sredini uvijale?!
Ovdje pomaže fotografija ponutrice. Doduše, ona je plitka i prikazuje samo krajnji dio crkve, zadnje polje do apside. Ipak, unatoč tome, na fotografiji se vide stupovi koji znatno skraćuju raspon između zidova. Iako to ne vidimo na slici, lako je shvatiti da se ovi stupovi, sa svojim polukružnim lukovima (arkadama) protežu duž čitave crkve i da ju uzdužno dijele. Prema tome, očito je da se ona sastoji od triju lađa, da je trobrodna.
Nije poznato kako je izgledao zid iznad stupova i arkada, jer fotografija to ne pokazuje. No očito je da je zid između arkada i stropa morao imati na sebi otvore, kao što je to bilo u romanskim i gotskim crkvama, jer bi inače srednja lađa ostala bez svjetla. Isto tako, nije poznato kako je zid završavao: ravnim ili zaobljenim stropom, svodom. Za skromne graditeljske mogućnosti onoga vremena u ovome kraju gotovo je sigurno da su se završavale ravnim, drvenim stropom. Prema spomenutoj slici čini se da je čak i polukružna apsida završavala ravno.
Svetište (tj. prostor gdje je bio glavni oltar) zauzimalo je prvo polje lađe i bilo je vrlo skromno. Iza zadnjih dvaju stupova protezala se pred apsidom nekakava pregrada, koja ju je dobrim dijelom zakrivala. Uz tu pregradu, u sredini, bio je postavljen glavni oltar, sa skromnom četverokutnom retabulom, a sa strane dvoja vrata vode u apsidu, koja je tako pretvorena u sakristiju. Ispred lijevog oltara u bočnoj lađi stajala je propovijedaonica s jednostavnom četverostranom govornicom, koja se izdizala na uskom stupu. – Oltari, a pogotovo pričesna ograda, bili su sirotinjski. O tome i o drugim pojedinostima teško je reći nešto sasvim određeno: postojeća slika govori sasvim malo, a opisa nema.
Crkva je sada, u usporedbi s onom starom uz rječicu Stavnju, bila barem četiri puta veća. I njezina četiri puta veća visina pružala je dojam zračnosti, svjetline i prostranosti. Vjernici su morali doživjeti ovaj novi prostor kao oslobođenje; većina župljana onog vremena i nije nikad imala prilike biti u nekom većem prostoru. To je bio golem korak naprijed. Ritmom svojih stupova, svojom visinom i veličinom, sigurno je ova crkva bila veliki doživljaj za ljude onog doba, a izvana uvjerljivo govorila o ulozi vjere kod ljudi onoga kraja. U drugoj polovici 20. stoljeća izrađeno je u ovom gradiću dosta višekatnica, ali nijedna od njih nije uspjela zasjeniti ovu crkvu.

### Graditelji
Nije poznato tko je bio graditelj "srednje crkve". Sredinom 19. stoljeća, kad su bosanski franjevci opet mogli graditi crkve nakon stanke od nekoliko stoljeća, oni – u cjelini – još nisu bili svjesni od kakve je dalekosežne važnosti izbog dobra arhitekta. Dotada, oni su najčešće držali službu Božju na otvorenom, pa im je bilo najvažnije imati objekt pod krovom. Stoga u ovom prvom razdoblju ima u Bosni i promašenih građevina. Samo iznimno odabrali su tada iskusne arhitekte npr. u Tolisi osječkog  graditelja Đ. Eichhorna ili u Livnu tada čuvenog Franju Moisa iz Splita. U Kreševu se usudio, inače zaslužni, fra Andrija Kujundžić preuzeti na sebe odgovornu zadaću arhitekta, ponavljajući, prema sjećanju, oblik rimske crkve sv. Petra u okovima. No, ova je vareška crkva ipak imala nekog arhitekta, koji je dosta dobro razumio svoj posao, kako se to vidi iz razmjera, zatim obrade stupova i lukova. Vjerojatno je to bio neki graditelj iz Dalmacije ili Mostara; i kad je g. 1819. obnavljana stara crkva pored Stavnje, pozvani su klesari iz Mostara.
Poznato je tko je bio naručitelj radova i tko je nadzirao gradnju kao investitor. Bio je to fra Ivan Kljajić (1788. – 1867.), rodom iz Vrbovca kod Odžaka. On je kao župnik proveo u Varešu trideset godina. Ranije je bio provincijal (1829. – 1832.) i obavljao druge važne službe u svojoj zajednici. Bio je plemenit i požrtvovan svećenik: u mladosti je g. 1814. dragovoljno napustio službu nastavnika i vikara, da bi osobno njegovao bolesnike i duhovno im pomagao. Vareš je napustio g. 1864. kao iznemogli starac, a zahvalni Varešani odnijeli su ga preko svojih strmih brda iz Vareša u Sutjesku, jer tada nije bilo ni cesta ni vozila. Tko je išao tim putem (preko Potoka i Poljica) zna kakav je to junački podvig bio.

## Druga ili Ikićeva crkva
Nakon pedesetak godina, početkom 20. stoljeća, postojeća crkva nije više zadovoljavala ni potrebe ni ukus. Broj župljana se gotovo udovstručio: g. 1864. župa je imala 1.879 vjernika, a g. 1905. broj je porastao na 3.412. U ranijoj crkvi prvo je polje crkvene lađe služilo kao svetište a veliki dio polja od ulaza u crkvu zauzimalo je prizemlje tornja, pa je jedno i drugo znatno smanjilo prostor za vjernike.
Trebalo je, dakle, povećati prostor. Kako se to postiglo, vidi se iz tlocrta od g. 1903., koji je ostao sačuvan. Na njemu je predočeno (donekle) ranije stanje i ujedno tada predložene izmjene. Osim toga, crkva je i danas zadržala one crte koje je imala 1906., pa se prikaz može u velikoj mjeri osloniti na promatranje.

### Oblik crkve
G. 1903. – 1906. došlo je do novog, korjenitog, preuređenja postojeće crkve pod vodstvom arh. Josipa Vancaša. Tada je crkva, u pravom smislu, dobila monumentalni vanjski izgled i znatno je povećana; u ponutrici, ostvaren je velik i jedinstveni prostor, u sebi skladno ritmiziran. Tako je pravi tvorac oblika ove crkve Josip Vancaš; on joj je dao prepoznatljivo vlastito lice i izvana i iznutra.
Najprije, produžena je crkva sprijeda, prema jugu, za još jedno polje (širina 5,5 m), a u koje je smješten portal i dva snažna tornja, istočni i zapadni, po obliku jednaka. Među njih je stavljeno pročelje. Podijeljen je vodoravno na prizemni, srednji i završni dio (zabat). U prizemnom dijelu smješten je portal, na romanički način postupno, prema unutra, smanjivan, ali bez likova, i završen je malim zabatom. U srednjem, središnjem dijelu pročelja nalazi se kružna rozeta od osam polukružno zaobljenih latica i sa središnjim krugom. Lijevo i desno do nje nalazi se po jedan polukružno završen prozor. Iznad rozete, na zabatu, nalazi se trodjelni prozor (trifora), u kojoj je srednji prozor i širi i viši.
To pročelje uokviruju ali ga ne stišću snažni tornjevi kvadratnog presjeka (5,5 x 5,5 m), visine su blizu 40 m. I oni se vodoravno dijele u šest «katova» s otvorima, koji se postupno povećavaju od tla prema gore: najprije dolaze jednostruki prozori. Ove bifore i trifore otvaraju se na sve četiri strane svakog tornja. Krov je od lima u obliku visoke piramide, koji se pri dnu lako izobličuje. I na krovu se nalaze na sve četiri strane mali trokutasti prozori. 
Čitavo pročelje izgrađeno je sasvim iznova, dometnuto na postojeću zgradu.
Novosti se zapažaju i s bočnih strana, istočne i zapadne. Izvana gledana, zgrada se sada doima kao trobodna crkva, s bočnim lađama. One su do određene visine (tj. do završetka prizemlja) zadržale stari izgled: imaju pet jednostrukih, pri vrhu zaobljenih, prozora. Taj se dio završava uskim krovom a onda se zid, pomaknut prema unutra, nastavlja dalje, tobože kao zid srednje lađe, s pet dvodjelnih prozora (bifora ali bez zajedničkog luka). – Sa zapadne strane, uz apsidu, sada je dograđena omanja sakristija (veličine oko 12 m2), a sama apsida upotrijebljena kao svetište. Na istočnoj strani (u trećem polju) nalazi se i bočni ulaz u crkvu.
Još veće novosti su u unutrašnjosti. Pravi graditeljski problem, kao što je već bilo istaknuto, bio je premošćivanje golemog raspona od gotovo 16 m. Raniji arhitekt pomogao si je tako da je u taj razmak stavio nosače, stupove s njihovom nadogradnjom i tako je onda dobio tri lađe. Vancaš je postupio drugačije: uz bočne zidove postavio je s unutarnje strane neke vrste potpornje od 1,65 m širine a pred njih stavio uski pilastar (lazenu) od 20 cm dubine. Pomoću njih je oštro razgraničio pet polja u lađi i onda je prostor između tih poptoranja presvodio bačvastim svodom. Time je i njih i vanjski zid učinio daleko čvršćim. One uske pilastre ispred potporanja nastavio je i dalje i produžio ih u pune polukružne lukove koji se spajaju s onima na suprotnoj strani. Sad se na to moglo osloniti poprečne grede stropa: opirale su se na potpornje i na lukove u sredini.
Umjesto bočnih lađa ranije crkve, sada su dobivene neke bočne dubine, neke vrste «kapele», između potporanja. One su plitke (tek 1,65 m dubine), pa se sada bivša srednja lađa proširila na strane a bočne lađe su nestale. Time je ostvaren golem, jedinstven prostor velike visine i širine. U njemu se čovjek osjeća slobodno i nije ničim sputan. A ipak, taj prostor nije monotono pust: lukovi koji se redaju kad se crkvu promatra po dužini, stvaraju ritam; oni zadržavaju pogled da ne preleti odjednom čitavom dužinom crkve, pa se tako prostor čini znatno večim i ujedno bogatijim. Oni vode oko naprijed prema svetištu, prema oltaru, koji i jest duhovno središte crkve. Vjernike koji stoje u nekadašnjim bočnim lađama sada više ne smetaju stupovi koji su nekoć dijelili lađu od lađe, pa oni lako prate ono što se događa u svetištu i sve drugo oko sebe.
Ostvariti ovako velik i jedinstven prostor bio je još od davnine san mnogog arhitekta. Rijetkim je to pošlo za rukom. Nekoć su to sjajno postigli rimski graditelji u Panteonu, ali su pri tome pokazali silno rasipanje materijala: debljina zida takvoga zdanja bila je šest metara, da bi on mogao izdržati veliki pritisak svoje goleme kupole. Kasnije su za tim ciljem išli i renesansni i osobito barokni graditelji i ostvarili blistave prostorne cjeline. Služili su se pri tome često i unutarnjim potpornjima i dobivali – kao i Vancaš – umjesto zasebnih lađa samo bočne kapele. Tako je ponegdje postupio već L. B. Albert (sv. Andrija u Matovi) i G. Vignola (Il Gesu), a pogotovo kasnije njemački barokni arhitekti. Neki mali trag takva mišljenja vidi se i u crkvi sv. Katarine u Zagrebu, podignute oko 1630.
Za vjernika crkva nije tek neko krupno i lijepo zdanje nego je ujedno i sveto djelo; na njoj se treba to i osjeti. Što bolje pođe graditelju za rukom da izrazi svetost i da duh uputi na Boga, čim više on nagovijesti Božju uzvišenost i veličinu, to će njegovo djelo biti uspjelije i potpunije. Poznato je kako snažno u tom smjeru djeluju slavne srednjovjekovne katedrale, npr. ona u Strassburgu ili Chartresu, ili u Hrvatskoj katedrale u Zagrebu i Đakovu.  Vjerska je misao kazana i riječju, golemim geslom koje stoji na pročelju ispod rozete: Krstom k' spasu. «Krst» u starijem hrvatskom jeziku označava ne samo «križ» nego i «Krista»; sjetimo se riječi «Isukrst», koja znači «Isus Krist». Tako ovo sažeto geslo znači: «S Kristom, njegovom moću i njegovim križem, tražimo svoje spasenje!»

### Oprema crkve
Uskoro nakon gradnje, crkvu je oslikao poznati Marko Antonini. Učinio je to tako da je zidove obojio dosta neodređenom žućkasto-zelenkastom bojom, a graditeljski važne dijelove (npr. kapitele i vijence) bijelom. Strop je obojio plavom bojom, a da ne bude monoton, izdijelio je pojedina njegova polja dijagonalama u četiri trokuta. Tako je obojio i svodove bočnih «kapela». Naslikao je i dosta medaljona s poprsjima svetaca, koje je postavio u površine iznad lukova. Na tijumfalnom luku naslikao je medaljone četvorice evanđelista i nešto veće slike dvaju zaštitnika III. svjetovnog reda (sv. Elzearija i sv. Elizabete).  U svetištu je s lijeve strane prikazao sv. Iliju na ognjenim kolima, a s desne sv. Jurja kako ubija zmaja. Sve te slike, rađene «na suho», ne izdižu se iznad zanatske razine i mnogo su puta ponavljane. 
Već g. 1906. (prije blagoslova crkve) nabavio je župnik veliki glavni oltar s likom sv. Mihovila. Taj je oltar od drveta, tirolske proizvodnje. Na podu menze nosi opet simbole evanđelista, izrađene u reljefu u četverolisnim gotskim formelama s križem u sredini. Na predeli (iznad menze) prikazani su, slijeva, Abraham kako hoće da žrtvuje Izaka, a zdesna, Melkisedek kako prinosi vino i kruhove. Glavni dio oltarske retabule zauzimlju tri niše: u srednjoj je drveni kip sv. Mihovila, koji kopljem probada zmaja a ljevicom drži vagu; u lijevoj niši stoji, znatno manji od njega, sv. Blaž, a u desnoj sv. Stjepan. 
Na lijevoj i desnoj strani prvog polja (do svetišta) nalaze se oltari Gospodin i sv. Ante, s reljefima u predeli i kipovima u sredini. Ipak, na čitavoj ovoj tirolskoj proizvodnji, koja ima – rekao bih – značaj konfekcije, nije se potrebno zadržavati, iako ovi kipovi – u svojoj vrsti – pripadaju među podnosiva ostvarenja.
U prizemlju zapadnoga tornja crkva je imala standardnu mramornu krstionicu, a u polju ispred kora dvije «gotske» ispovijedaonice. Drvena propovijedaonica smještena je na zapadnoj strani, uz pilastar koji dijeli drugo polje do trećega. Ona je rađena, kao i oltari, uobičajenim tirolskim načinom, samo što su ovdje likovi slavnih franjevačkih propovjednika na osmerostranoj govornici naslikani, a ne reljefno izrađeni. Krov njezin, sa svojim završetkom, ne odvaja se od drugih sličnih proizvoda.
Među nešto ljepše predmete iz ovog razdoblja (prije prvog svjetskog rata) treba ubrojiti reljefno izrađene i ukusno obojene postaje križnog puta. – Crkva je imala i četiri zvona, od kojih su tri nabavljena g. 1907. u Ljubljani. Tri od njih su, kao i drugdje, bila skinuta g. 1917., da bi država mogla dalje ratovati.

### Graditelji
Iako je ova (Ikićeva) crkva zadržala od ranije donju polovicu vanjskog zida (osim pročelja), promjene izvedene na postojećem zdanju bile su tako korjenite i tako dalekosežne da se pravim njegovim graditeljem treba smatrati ne onaj prvi, nepoznati, graditelj, tvorac «Kljajićeve» crkve, nego onaj koji je izveo ove temeljne izmjene. To je bio Josip pl. Vancaš. Rodio se u Sopronu (u Mađarskoj) g. 1859. Završio je Višu tehničku školu u Beču (1881.), studirao na Umjetničkoj akademiji u Beču od 1882. do 1884. i zatim radio u ateljeu Fallner-Helmer te, konačno, bio na posebnom studiju kod čuvenog F. Schmidta.
Od 1884. do 1890. djelovao je kao Vladin arhitekt u Sarajevu, a nakon toga od prevrata g. 1918. samostalno. Umro je u Zagrebu g. 1932.
On je tvorac mnogih djela, preko 240 projekata, od kojih su mnogi bili izvedeni. Radio je planove za 70 crkava (uz ostale, za katedralu, sjemenišnu crkvu i crkvu sv. Ante u Sarajevu), projekte za palače, hotele, banke i druge zgrade po Bosni, Hrvatskoj, Sloveniji, Italiji. Radio je – kao što je tada bio običaj – u povijesnim stilovima a onda, oko 1910., prihvatio secesiju i započeo razvijati posebni «bosanski» stil. Značajka mu je solidnost, pa se to očituje i na vareškoj crkvi, koja ima snažnu jedinstvenu zamisao i ostvaruje najvažniju graditeljsku vrijednost – ljepotu prostora. Iako on u Varešu nastavlja tuđi rad, on ga je uvelike, bitno, izmijenio i oplemenio; sličan slučaj bio je i sa samostanskom crkvom u Livnu.
Usporedo s njime valja istaknuti i župnika, koji je vodio ovaj posao i koji se brinuo za pribavljanje sredstava. To je bio fra Stjepan Ikić, rođen g. 1849. u Štripcima (ž. Zovik), umro g. 1924. u Kraljevoj Sutjesci. U svom dosta dugom životu od 76 godina bio je učitelj novaka (osam godina), župnik, gvardijan u Sutjesci i predsjednik redovničke zajednice u Visokom. Bio je poznat kao revan i svet svećenik i kao vrlo prijazan, mio čovjek. Ovdje treba istaknuti otvorenost njegova duha za novo; ničim nije kočio arhitekta i nije se strašio pred zbilja golemim izmjenama koje je on predlagao: ta rušilo se više od polovice postojeće zgrade! Nije manja bila ni njegova vjera u Providnost, dok se morao znatno zadužiti da izvede ovo djelo. Jer, prihodi (doprinosi) sa strane su maleni, zanemarivi; vidi se to po tome što on kao nešto posebno ističe u Vrhbosni skroman dar od 50 kruna baruna Marijana Varešanina. Taj prilog bio je ipak samo zrno prema velikim izdatcima.
Golemi pothvat ove gradnje iznijeli su, dakle, na svojim ramenima vjernici vareške župe. Nisam pronašao knjigu računa ali je trošak same gradnje morao iznositi oko 150.000 kruna. U župi nije bilo nekih bogataša, pa je ta golema svota podmirena velikim dijelom od radničkih plaća. Vrlo žalim što ne mogu iznijeti točne i provjerene podatke, jer ih nisam pronašao. Pretpostavljam da je jedan dio troškova podmirila i uprava sutješkog samostana, a možda je štogod pridošlo i prodajom kojeg dobra same vareške crkve.

## Obnova crkve
1970-ih godina ljudi su uvidjeli da crkvu treba ne samo temeljito popraviti nego i preurediti. Od 1945. godine vareški je rudnik uvelike povećao gotovo svakodnevno miniranje u svrhu vađenja rude iz ležišta tek jedan kilometar udaljenog od crkve, pa je podrhtavanje tla, nastalo zbog toga, izazavalo na njoj znatne pukotine. Na stropu i na krovištu neke su grede bile istrunule, a to je bio slučaj i s drvenim okvirima brojnih prozora. Nakon Koncila valjalo je i ovu crkvu prilagoditi novim liturgijskim propisima. Župnik fra Leopold Rochmes 1977. g započeo je obnovu crkve koja je trajala do 1981. godine.